# 新民屯戰鬥
新民屯戰鬥發生於1925年12月23日至12月24日，地點是在中華民國遼寧省錦州北部區域。是北洋政府時期內戰之一，交戰兩方為東北國民軍及奉軍。戰鬥末了，東北國民軍落敗，將領郭松齡遭殺害。